# Csanádpalota
Csanádpalota è una città dell'Ungheria di 3.286 abitanti (dati 2001). È situato nella contea di Csongrád.